# 알제리 U-18 축구 국가대표팀
알제리 U-18 축구 국가대표팀(아랍어:  تحت 18 سنة لكرة القدم منتخب الجزائر
)은 알제리를 대표하는 18세 이하의 축구 국가대표팀으로, 알제리의 축구 관리 기관인 알제리 축구 연맹의 관리를 받는다. 해당 대표팀은 지중해 게임과 같은 대회 준비를 위해 주로 소집된다.